# Saint-Jean-des-Mauvrets

Saint-Jean-des-Mauvrets este o comună în departamentul Maine-et-Loire, Franța. În 2009 avea o populație de 1,756 de locuitori.